# جک کمپبل
جک کمپبل (انگلیسی: Jack Campbell؛ زادهٔ ۲ نوامبر ۱۹۷۰) هنرپیشه اهل استرالیا است.
از فیلم‌ها یا برنامه‌های تلویزیونی که وی در آن نقش داشته‌است می‌توان به پرستاران اشاره کرد.